# Silene waldsteinii
Silene waldsteinii là loài thực vật có hoa thuộc họ Cẩm chướng. Loài này được Griseb. miêu tả khoa học đầu tiên năm 1843.